# Statističke regije Slovenije
Statističke regije Slovenije (slovenski: Statistične regije Slovenije) su oblik teritorijalne podjele koji koristi Statistički ured Republike Slovenije (SURS) za potrebe skupljanja i iskazivanja statističkih podataka. Ovaj oblik podjele nema nikakvu upravnu funkciju. Ovaj sustav uveden je u svibnju 2005. kako bi se statistička podjela zemlje uskladila s europskim standardima. Zemlja je podijeljena na 12 regija, a unutar svake se nalazi veći broj općina.
Statističke regije Slovenije su:
| Br. | Slovenski naziv          | Hrvatski naziv        |
| --- | ------------------------ | --------------------- |
| 1   | ██ Gorenjska             | Gorenjska             |
| 2   | ██ Goriška               | Goriška               |
| 3   | ██ Jugovzhodna Slovenija | Jugoistočna Slovenija |
| 4   | ██ Koroška               | Koruška               |
| 5   | ██ Notranjsko-kraška     | Notranjsko-kraška     |
| 6   | ██ Obalno-kraška         | Obalno-kraška         |
| 7   | ██ Osrednjeslovenska     | Središnja Slovenija   |
| 8   | ██ Podravska             | Podravska             |
| 9   | ██ Pomurska              | Pomurje               |
| 10  | ██ Savinjska             | Savinjska             |
| 11  | ██ Spodnjeposavska       | Donjoposavska         |
| 12  | ██ Zasavska              | Zasavlje              |